# Aves de Presa (cómic)
Las Aves de Presa (en inglés, Birds of Prey) es un equipo de superhéroes que aparece en varias series de cómics estadounidenses, miniseries y ediciones especiales publicadas por DC Comics desde 1996. La premisa del libro se originó como una asociación entre el Canario Negro y Barbara Gordon, que había adoptado el nombre en clave Oracle en ese momento, pero se ha expandido para incluir superheroínas adicionales. El nombre del equipo "Birds of Prey" se atribuyó al editor asistente de DC Frank Pittarese en la página de texto del primer número. El grupo tiene su sede inicialmente en Gotham City y luego opera en Metrópolis y luego se traslada una vez más a "Platinum Flats", California, un nuevo lugar introducido en Birds of Prey en 2008.
La serie fue concebida por Jordan B. Gorfinkel y originalmente escrita por Chuck Dixon. Gail Simone escribió el guion del cómic desde el número 56 al 108. Sean McKeever originalmente iba a reemplazar a Simone, pero McKeever posteriormente decidió dejar el proyecto y solo escribió los números 113-117; Tony Bedard, que escribió los números 109–112, asumió brevemente el título del número 118.. Entre los artistas se encuentran Butch Guice, Greg Land, Ed Benes y Joe Bennett; Nicola Scott comenzó una temporada como artista con el número 100. En 2011, el título fue relanzado bajo el guionista Duane Swierczynski y el artista Jesus Saiz.
A pesar de que el título de la serie es Birds of Prey, la frase no se mencionó en el libro hasta el número 86, cuando uno de los miembros del grupo, Zinda Blake, sugiere que podría ser un nombre apropiado para el equipo. Sin embargo, los otros personajes se desvían y no responden a su sugerencia. Oracle, la líder del equipo, se refiere al grupo con ese nombre en una conversación con el nuevo Escarabajo Azul, Jaime Reyes, y más adelante dentro de la serie.
El núcleo del equipo está formado por Oracle y Canario Negro, con otras heroínas formando una lista rotativa a veces por períodos prolongados, a veces solo para una aventura. Después de la partida de Canario Negro, Cazadora permaneció como miembro básico y líder de campo, junto con los nuevos "miembros principales". Tras los eventos de Flashpoint (2011) y el relanzamiento de toda la empresa como parte de The New 52, Oracle recupera su movilidad y recupera su antigua identidad de Batgirl, tomando una breve pausa del equipo en el proceso. A pesar de la lista central previamente exclusivamente femenina, los aliados masculinos como Nightwing, Wildcat, Savant y Creote asiste con frecuencia a las misiones. Además, Hawk y Dove se unieron brevemente al equipo, convirtiendo a Hawk en su primer miembro masculino.
Con el relanzamiento suave de DC Rebirth de la compañía en 2016, Birds of Prey se reintroducen en el nuevo título Batgirl and the Birds of Prey, inicialmente con un equipo formado por Batgirl, Canario Negro y Cazadora.

## Historia de la publicación

### Era de Chuck Dixon
La serie comenzó con el one-shot Black Canary/Oracle: Birds of Prey, escrito por Chuck Dixon. Inicialmente, las protagonistas eran Barbara Gordon y Dinah Lance, quien luego tomaría la identidad de Canario Negro.

### Era de Gail Simone
Cuando Gail Simone comenzó a escribir la serie en el 2003, se decide agregar a La Cazadora al equipo. En el primer arco argumental de Simone, titulado "Of Like Minds", Canario Negro cae en una trampa preparada por Brian Durlin, conocido como Savant, y su asistente Creote. Luego de ser gravemente herida y encadenada, Savant comienza a listar sus demandas, siendo la más significativa el saber la verdadera identidad de Batman. Finalmente, la Cazadora y Canario Negro derrotan a Savant y forman un equipo.

## Recopilaciones
La serie Birds of Prey ha sido recopilada en varias TPBs, salvo los números 7-19, 91 y 125.
| Título                                  | Material que contiene | Fecha de publicación | ISBN           |
| --------------------------------------- | --- | -------------------- | -------------- |
| Birds of Prey                           | Black Canary/Oracle: Birds of Prey, Birds of Prey: Manhunt, Birds of Prey: Revolution, una historia en Showcase '96 N.º 3 | 2002                 | 978-1563894848 |
| Birds of Prey: Old Friends, New Enemies | Birds of Prey: Wolves, Bird of Prey: Batgirl, Birds of Prey N.º 1–6                                                       | 2003                 | 978-1563899393 |
| Nightwing: The Hunt for Oracle          | Birds of Prey #20–21, Nightwing Nº41–46                                                                                   | 2003                 | 978-1563899409 |
| Birds of Prey: Of Like Minds            | Birds of Prey Nº56–61 | 2004                 | 978-1401201920 |
| Birds of Prey: Sensei and Student       | Birds of Prey #62–68 | 2005                 | 978-1401204341 |
| Birds of Prey: Between Dark and Dawn    | Birds of Prey Nº69–75 | 2006                 | 978-1401209407 |
| Birds of Prey: The Battle Within        | Birds of Prey Nº76–85 | 2006                 | 978-1401210960 |
| Birds of Prey: Perfect Pitch            | Birds of Prey Nº86–90, Nº92–95                                                                                            | 2007                 | 978-1401211912 |
| Birds of Prey: Blood and Circuits       | Birds of Prey Nº96–103 | 2007                 | 978-1401213718 |
| Birds of Prey: Dead of Winter           | Birds of Prey Nº104–108                                                                                                   | 2008                 | 978-1401216412 |
| Birds of Prey: Club Kids                | Birds of Prey Nº109–112, #118                                                                                             | 2009                 | 978-1401221751 |
| Birds of Prey: Metropolis or Dust       | Birds of Prey #113–117 | 2009                 | 978-1401219628 |
| Birds of Prey: Platinum Flats           | Birds of Prey Nº119–124                                                                                                   | 2009                 | 978-1401222932 |
| Oracle: The Cure                        | Birds of Prey Nº126–127, Origins and Omens: Oracle, Oracle: The Cure N.º 1–3                                              | 2010                 | 978-1401226039 |

## Apariciones en otros medios

### Televisión

#### Acción en vivo
- El cómic fue adaptado libremente a una serie de televisión, Birds of Prey. Ambientada en un futuro alternativo del Universo DC, el programa fue protagonizado por Dina Meyer como Oracle y Ashley Scott como Cazadora, socias establecidas en New Gotham. El Oráculo de Meyer era la ex Batgirl paralizada; la Cazadora de Scott, era la hija de Batman y una Catwoman metahumana, y como tal exhibía poderes felinos. Junto al episodio piloto, una versión psíquica joven de Canario Negro (interpretada por Rachel Skarsten), el equipo pasó 13 episodios deteniendo varias amenazas metahumanas como Shiva, el viejo amigo de la escuela secundaria de Cazadora y Darkstrike. Otros miembros principales del elenco incluyeron a Shemar Moore como el interés amoroso de Cazadora, el detective Jesse Reese, y Mia Sara como la villana Dra. Harleen Quinzel, M.D. (Harley Quinn). Lori Loughlin fue una estrella invitada notable, interpretando a la madre metahumana de Dinah, la Canario Negro original. El tema principal fue "Revolution" de Aimee Allen, y el programa fue desarrollado por Laeta Kalogridis.
- La segunda temporada del programa de televisión Arrow contó con un episodio titulado "Birds of Prey", que se centra en los personajes: la (primera Canario Negro), Sara Lance (Caity Lotz); Laurel Lance (Katie Cassidy); y la Cazadora, Helena Bertinelli (Jessica De Gouw). A pesar del título, el episodio no presenta a las dos mujeres enmascaradas formando equipo y el único equipo dicho fue entre la canaria y su hermana, Laurel. El canario y su novio vigilante que lucha contra el crimen, Oliver Queen, también conocido como Arrow (Stephen Amell), intentan traer a la Cazadora después de ayudar a la policía a traer a Frank Bertinelli (Jeffrey Nordling), El padre de Helena que se escondía de ella desde la primera temporada. Helena llega al juzgado para matar a su padre y después de un tiroteo entre ella, sus matones y SWAT, toma rehenes, incluida Laurel. Ella exige a su padre, pero Canario interviene para salvar a su hermana, pero Helena la arroja por la ventana. Debido a la reunión de los dos en la primera temporada, Laurel intenta razonar con Helena y habla sobre sus propias experiencias y cómo finalmente está lidiando, instando a Helena a lidiar con la suya. Helena toma a Laurel y escapa con ella después de que Oliver le informa que la cambiará por Frank. Durante el intercambio, Frank se disculpa por causarle tanto dolor a su hija y Arrow le pide que no lo mate. Un miembro violento de SWAT aparece después de seguir la señal del teléfono celular de Laurel y abre fuego contra los vigilantes debido a su odio por ellos. Después de que se ocupa de él, Black Canario y Cazadora luchan una vez más, con Sara casi matando a Helena antes de que Laurel la convenza de no hacerlo. Sara deja ir a Helena. Helena descubre a su padre muerto y se arrepiente, y luego le confiesa a Oliver, mientras estaba bajo custodia, que tenía razón y que matar a su padre no resolvió nada. Oliver luego le asegura que no está sola.

#### Animación
- Gail Simone escribió el episodio "Double Date" de Liga de la Justicia Ilimitada. Originalmente, tenía la intención de que el episodio presentara a una Batgirl temporalmente confinada en casa (Barbara Gordon) contactando a Cazadora y Canario Negro para completar un caso para ella, pero un problema de derechos de los personajes requería sacar a Barbara de la historia y llevarla en una dirección diferente (formar equipo con Cazadora con la Pregunta y Canario Negro con Flecha Verde).[9]
- Las Birds of Prey aparecen en "The Mask of Matches Malone!", un episodio de la serie animada Batman: The Brave and the Bold. El episodio fue escrito por la escritora de Birds of Prey, Gail Simone.[10] Los personajes recurrentes Cazadora (Tara Strong) y Canario Negro (Grey DeLisle) se unen a Catwoman (Nika Futterman) para restaurar el orden en Gotham cuando Batman desarrolla amnesia; Oracle no existe en la continuidad del programa, aunque Barbara Gordon como Batgirl aparece en otros episodios del programa. El episodio atrajo comentarios para un número musical, escrito por Michael Jenric, que las Birds tocan en un club. Después de transmitirse en Australia, el episodio atrajo fuertes comentarios en foros en línea debido a la percepción de contenido picante y posiblemente cargado de insinuaciones en la letra de la canción. Posteriormente, Cartoon Network retrasó el episodio antes de su transmisión en los EE. UU. Para que pudiera ser reeditado para cumplir con los estándares y prácticas estadounidenses. El productor ejecutivo James Tucker describe el número como una "canción tipo Cole Porter... divertida, sofisticada y con un juego de palabras inteligente". Tucker dice, en última instancia, que estaba satisfecho con la edición.[11]

### Cine
Una película de acción en vivo que lleva el nombre del equipo titular de cómics titulada Aves de Presa (y la Fantabulosa Emancipación de una Harley Quinn) ambientada en DC Extended Universe fue lanzada el 7 de febrero de 2020. La película fue dirigida por Cathy Yan, escrita por Christina Hodson, y protagonizada por Margot Robbie, repitiendo su papel de Harley Quinn de Suicide Squad. Robbie también coprodujo la película. No presenta a Barbara Gordon o Selina Kyle, y su versión del Canario Negro solo usa su superpoder característico una vez (y nunca se llama Canary Cry ni ningún otro nombre específico). A Robbie se unen Jurnee Smollett-Bell, Mary Elizabeth Winstead, Rosie Perez y Ella Jay Basco como Canario Negro, la versión de Helena Bertinelli de Cazadora, Renée Montoya y Cassandra Cain, respectivamente, y Ewan McGregor como Máscara Negra, el principal antagonista de la película. Al final de la película, Cazadora, Canario y Montoya formaron el equipo usando el dinero dentro de las cuentas escondidas dentro del Diamante Bertinelli.

### Videojuego
- En Injustice 2, una interacción entre Blue Beetle y Canario Negro antes de un partido muestra a Canario Negro diciéndole cómo la hace reír que rechazó a Oracle, lo que le hace darse cuenta de que ella es un miembro del grupo, para su sorpresa.